# Người Moldova
Người Moldova (tiếng Romania: moldoveni; phát âm [moldoˈvenʲ]; chữ Kirin: Молдовень) là nhóm dân tộc lớn nhất của Cộng hòa Moldova (75,1% dân số, tính đến năm 2014), và một thiểu số đáng kể ở Ukraine và Nga. Theo biến thể người Moldavia, thuật ngữ này cũng có thể được sử dụng để chỉ tất cả cư dân của lãnh thổ của Công quốc Moldavia lịch sử, hiện được phân chia giữa Romania (47,5%), Moldova (30,5%) và Ukraina (22%), bất kể sắc tộc.
Bài viết này đề cập đến dân số nói tiếng Moldova / Moldova có nguồn gốc từ Cộng hòa Moldova, Bessarabia lịch sử và người di cư có nguồn gốc từ các khu vực này, tự xác định là người Moldova (ở Moldova, 7% dân bản địa nói tiếng Moldova / tiếng Rumani khác tự xác định là người România).